# Dilodendron bipinnatum
Dilodendron bipinnatum är en kinesträdsväxtart som beskrevs av Ludwig Radlkofer. Dilodendron bipinnatum ingår i släktet Dilodendron och familjen kinesträdsväxter. Inga underarter finns listade i Catalogue of Life.